# 總統公告

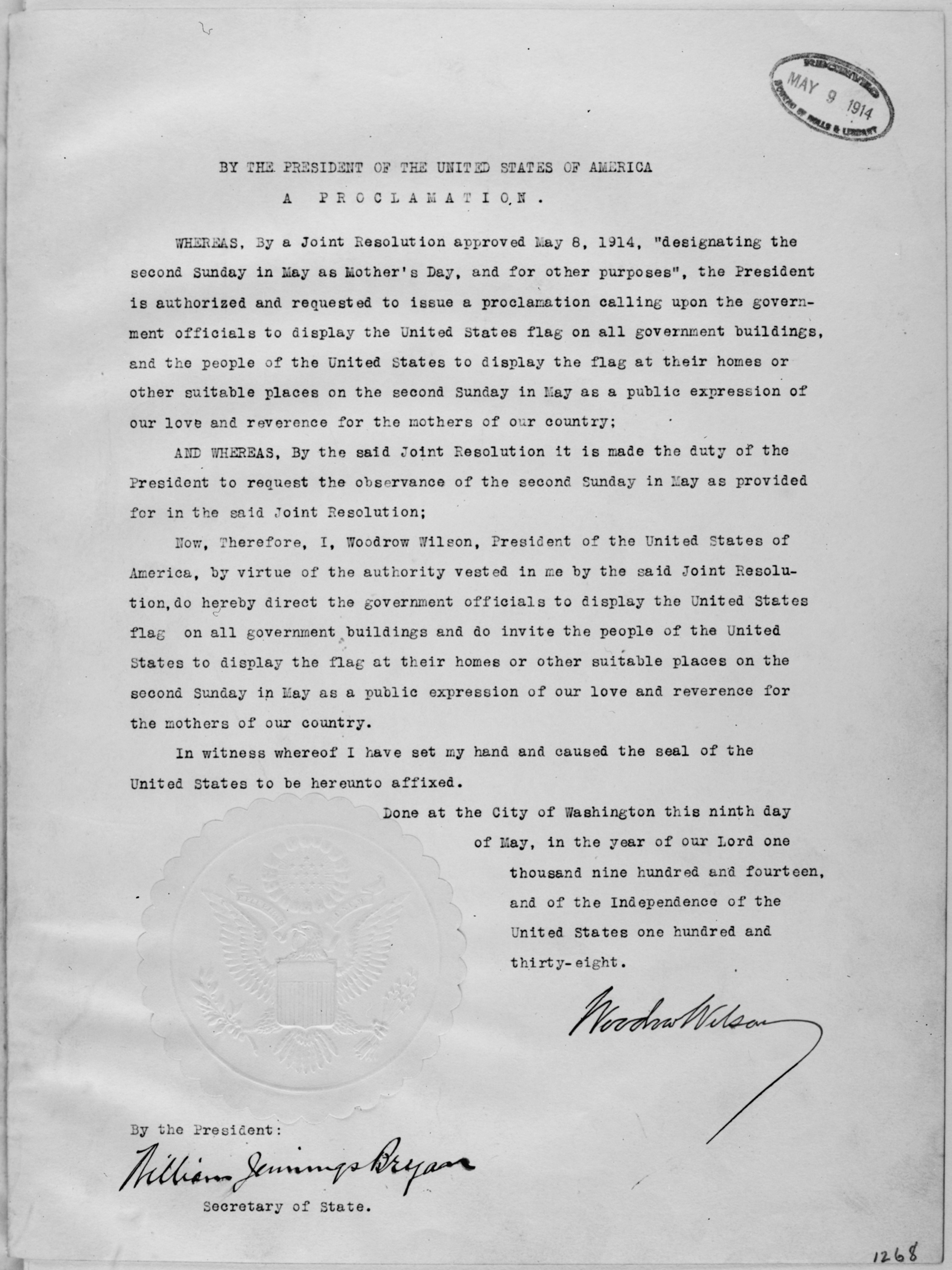
1914年5月9日，總統宣言第1268號是關於母親節。

 總統公告（英語：presidential proclamation），是美國總統就公共政策議題所做的聲明，通常是以總統指令的形式發表。

## 細節
總統公告是一種正式文件，通常用於陳述特定條件、宣布法律並要求遵守、辨識特定事件，或者根據法律中所描述的情況宣布相應的法律實施。
這些公告由總統發布，可分為兩大類：一是「儀式」公告，用於指定特殊紀念活動或慶祝國家法定假日；二是「實質」聲明，通常牽涉外交事務和其他宣誓執行職責的事項，例如處理國際貿易問題、執行出口管制、設定關稅或保留聯邦土地以造福公眾。
值得注意的是，除非得到美國國會的授權，總統公告並不具法律效力。只有在國會通過相應法案後，當總統宣布特定事件發生時，該法案才會生效。
雖然總統公告經常被視為具有象徵性的政策制定工具，但由於它們通常受到國會法規的特別授權，因此保留了一定的行政影響力。一些著名的總統公告，如喬治華盛頓在1793年的中立宣言和亞伯拉罕林肯在1863年的《解放奴隸宣言》，在歷史上產生了深遠的政治和社會影響。
最近的一些基於政策的公告也對經濟和國內政策產生了重大影響，例如美國總統比爾·克林頓宣布某些土地為國家紀念區和喬治·沃克·布什宣布受卡特里娜颶風影響的地區為災區。
此外，總統公告還經常用於授予赦免，這常常引起爭議。一些著名的赦免公告包括美國總統傑拉爾德·福特對前總統理查·尼克森的赦免（1974年）、吉米·卡特對越戰逃兵者的赦免（第4483號公告，1977年）、以及喬治·沃克·布什對路易斯·利比的監獄判決的寬大處理（2007年）。
儘管在公共政策方面可能不太重要，但總統公告也可以在儀式上使用，以紀念特定群體或事件，或引起人們對某些問題的關注。例如，喬治·赫伯特·沃克·布什曾發布公告，紀念二戰退伍軍人；隆納·雷根通過宣布“拯救你的視力週”來呼籲人們注意國家的眼睛健康，並發布了第5497號公告，該公告認可了國家劇院週。